# Карлскрона
Карлскрона (швед. Karlskrona) град је у Шведској, у јужном делу државе. Град је у оквиру Блекиншког округа и његово је управно седиште и највећи град. Карлскруна је истовремено и седиште истоимене општине.
Карлскруна је позната по старом градском језгру, које добро очувано. Оно је јединствено као једини град планиран у по начелима барока у Шведској, па је стога стављено на списак УНЕСКО-а као светска баштина.

## Природни услови
Карлскруна се налази у јужном делу Шведске и Скандинавског полуострва. Од главног града државе, Стокхолма, град је удаљен 490 км јужно. 
Рељеф: Карлскруна се развила на југозападној обали Балтичког мора. Старо градско језгро је изграђено на острву Тросо у омањем заливу, што граду даје стратешки значај. Градско подручје је релативно равно, а надморска висина се креће 0-15 м.
Клима у Карлскруни је континентална са утицајем мора и крајњих огранака Голфске струје. Стога су зиме блаже, а лета свежија у односу на дату географску ширину.
Воде: Карлскруна се развио на југозападној обали Балтичког мора, на стратешки важном месту. Старо градско језгро је изграђено на острву Тросо у омањем заливу, што граду даје стратешки значај. Око града постоји низ малих острва.

## Историја
Подручје Карлскруне било је насељено још у време праисторије, али вековима није имало већи значај. Током средњег века дата област је била на ободу тадашњег данског краљевства.
После споразума у Роскилдеу 1658. године Шведска добија подручја на данашњем југу државе. Како би своју морнарицу приближила стратешки важним местима на југу Балтика држава оснива 1680. године Карлскруну, као ново средиште морнарице. Град се планира по начелима барока, тада владајућег стила у уметности. Током следећих два века град се брзо развија захваљујући морнарици.
Нови процват Карлскруна доживљава у другој половини 19. века са доласком индустрије и железнице. Ово благостање траје и дан-данас.

## Становништво
Карлскруна је данас град средње величине за шведске услове. Град има око 35.000 становника (податак из 2010. г.), а градско подручје, тј. истоимена општина има око 64.000 становника (податак из 2010. г.). Последњих деценија број становника у граду расте.
До средине 20. века Карлскруну су насељавали искључиво етнички Швеђани. Међутим, са јачањем усељавања у Шведску, становништво града је постало шароликије, али опет мање него у случају других већих градова у држави.

## Привреда
Данас је Карлскруна савремени град са посебно развијеном индустријом. Велики послодавац је и даље ратна морнарица. Последње две деценије посебно се развијају трговина, услуге и туризам.

## Знаменитости
Карлскруна има изванредно и јединствено старо градско језгро урађено по барокним начелима. Оно има правилну, ортогоналну мрежу улица са пар дијагоналних праваца, који се укрштају у великом правоугаоном тргу у средини. Због свог значаја оно је стављено на списак УНЕСКО-а као светска баштина.
Поред тога, град има и низ знаменитих грађевина:
- Црква светог Фредерика,
- Адмиралска црква,
- Црква свете Тројице,
- Поморски музеј.

## Галерија
- Поглед на Карлскруну са неба
- Градска кућа Карлскруне
- Црква свете Тројице
- Градско бродоградилиште
- Карлскона зима 2022
- Куће под снегом 2022,